# Félix Dolci
Félix Dolci (Saint-Eustache, 5 de mayo de 2002) es un deportista canadiense que compite en gimnasia artística. En los Juegos Panamericanos de 2023 obtuvo cinco medallas: oro en el concurso individual y en suelo, plata por equipo y bronce en salto de potro y anillas.

## Palmarés internacional
| Juegos Panamericanos | Juegos Panamericanos | Juegos Panamericanos | Juegos Panamericanos |
| Año                  | Lugar                | Medalla              | Prueba               |
| -------------------- | -------------------- | -------------------- | -------------------- |
| 2023                 | Santiago (Chile)     | Medalla de oro       | Concurso individual  |
| 2023                 | Santiago (Chile)     | Medalla de oro       | Suelo                |
| 2023                 | Santiago (Chile)     | Medalla de plata     | Concurso por equipos |
| 2023                 | Santiago (Chile)     | Medalla de bronce    | Salto de potro       |
| 2023                 | Santiago (Chile)     | Medalla de bronce    | Anillas              |